# David Martin (artiste)
Pour les articles homonymes, voir David Martin et Martin.
David Martin, né le 1er avril 1737 et mort le 30 décembre 1797, est un peintre et graveur britannique. Né dans le Fife, il a étudié à Londres et en Italie, avant de gagner une réputation comme portraitiste.